# 施雅风
施雅风（1919年3月21日—2011年2月13日），男，江苏海门人，中国地理学家，中国科学院院士，致力于冰川学和地理学研究。
先后任中国科学院兰州冰川冻土研究所名誉所长、研究员，中国科学院寒区旱区环境与工程研究所名誉所长、研究员，中国科学院南京地理与湖泊研究所研究员等职。

## 生平
1942年于浙江大学毕业。1958年开始率队对中国西部的祁连山、天山等地进行冰川考察，1965任兰州冰川冻土沙漠研究所副所长。“文革”中施雅风先生受到迫害。文革后任回該所所长，1980年当选为中国科学院学部委员（院士），并当选为中国科学院地学部副主任。并兼南京大学、兰州大学、华东师范大学、河海大学与南京师范大学教授。。
2011年2月13日在江苏逝世，享年93岁，历任中国地理学会理事长、国际冰川学会理事、英国皇家伦敦地质学会、国际第四纪协会名誉会员等多种社会职务。

## 以施雅风的名字命名的细菌
- 施氏冷杆菌 Cryobacterium shii Liu et al. 2023[3]
- 施氏黄杆菌 Flavobacterium shii Yang et al. 2023[4]